# Complete Genomics
Complete Genomics公司（缩写CG）是一家的美国生物技术公司，专攻DNA测序仪的开发，2006年由Clifford Reid、Radoje (Rade) Drmanac 和 John Curson在加利福尼亚州聖克拉拉縣山景城成立，2013年被华大基因收购，后总部迁往聖荷西，之后整合进入华大智造公司。
2019年，公司开发出了“单管长片段读取”（stLFR）技术，用于第二代测序的序列组装。